# Mikal
Mikal o Mical (in ebraico מיכל‎?; miˈχal) è stata la figlia minore di Saul, re di Israele, e la prima moglie di David, re di Giuda e di Israele.

## Mikal nel racconto biblico

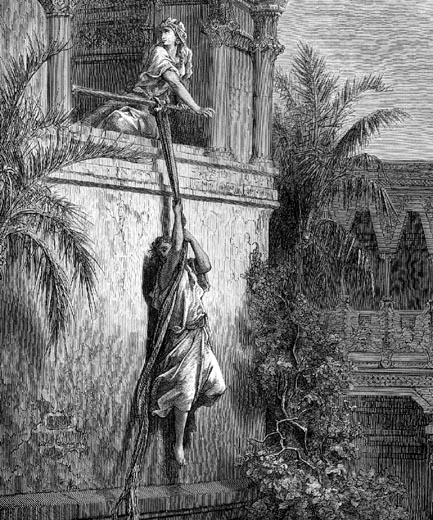
Mikal fa fuggire David dalla finestra in un'incisione di Gustave Doré del 1865

La sua storia è raccontata nei libri di Samuele. Qui è raccontato di come Saul diede in moglie a David sua figlia Mikal, che era invaghita di lui. In seguito, quando Saul divenne invidioso di David per via del suo valore militare e del suo successo, il re ordinò di uccidere il genero, ma Mikal, contravvenendo al volere di suo padre, salvò il marito dai messi inviati da Saul per ucciderlo facendolo fuggire dalla finestra e nascondendo i terafim nel letto al suo posto.
Mentre David era nascosto, Saul diede in moglie Mikal a Palti figlio di Lais, mentre David prese molte altre mogli, tra cui Abigail.
Più tardi, quando David divenne re di Giuda e Is-Bàal, il fratello di Mikal, divenne re di Israele, David gli chiese di riavere Mikal, come sigillo della pace tra i due regni, e Is-Bàal acconsentì nonostante le suppliche e le lacrime di Palti.
Questi eventi hanno portato a diversi dibattiti morali all'interno del giudaismo, soprattutto riguardo alla proibizione di ristabilire un matrimonio con una donna risposata presente nel Deuteronomio. Alcuni commentatori tuttavia sottolineano come David non avesse divorziato da Mikal, ma Saul avesse rotto il loro matrimonio, risposando la figlia senza il consenso di David. Secondo questo punto di vista i due non sarebbero stati quindi tecnicamente divorziati, in quanto David non avrebbe presentato un regolare atto di ripudio  in ottemperanza alla legge biblica.
Dopo che Mikal tornò da David ebbe occasione di criticarlo in quanto lo vide danzare, parzialmente svestito, nel momento in cui l'Arca dell'Alleanza stava entrando nella Gerusalemme appena catturata.
A differenza che per Abigail e Betsabea, di Mikal non è mai descritta la bellezza, anche se la letteratura rabbinica la descrive come di un'"incantevole bellezza".

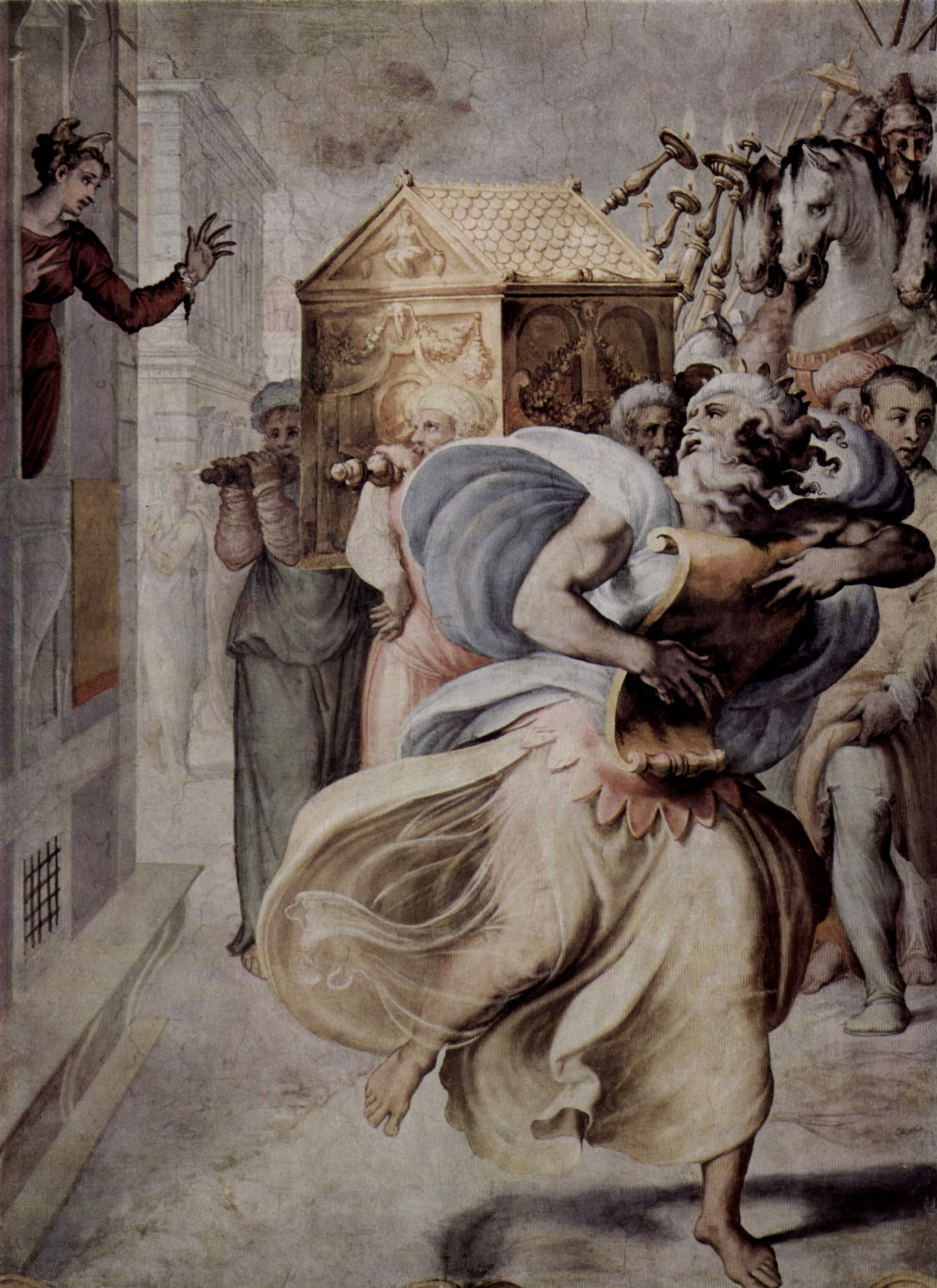
Mikal guarda David ballare attorno all'Arca in un'opera di Francesco Salviati del 1553

### Discendenza
Per quanto nel Secondo libro di Samuele ci sia scritto che 
 vi sono tuttora dubbi se Mikal ebbe o meno una discendenza. Questi dubbi nascono dal fatto che siano state ritrovate diverse versioni di un versetto successivo, 2Sam 21.8 che, nella versione della CEI, parla dei: 
 ma che in molti manoscritti reca il nome di Mikal al posto di quello di "Meràb". Questa versione, tra l'altro, è quella accettata dalla Bibbia di Diodati che, in questo versetto, scrive appunto dei 

## Nella poesia
Una costante della poetica dell'autrice israeliana Rachel Bluwstein è il paragonarsi proprio alla moglie di David: entrambe accomunate dal triste destino di dover amare un uomo che le disprezza.
Anche Vittorio Alfieri, nel suo Saul, presenta Mikal in modo fedele alla visione biblica. Nell'opera viene preferito e riportato il nome "Micol".

## Onomastica
Il nome "Mikal" (anche nelle versioni "Michal" e "Mical" o, seguendo la pronuncia sefardita, "Micol" o "Mikol"), per quanto si trovi raramente come nome di persona durante la storia ebraica, ha conosciuto una fiorente riscoperta nell'ambito del Sionismo ed è tuttora un nome femminile molto diffuso nell'odierno Israele.
Nonostante la totale (o quasi) omografia, i nomi ceco "Michal" e polacco "Michał" non hanno nulla a che fare con la Mikal biblica, ma sono forme derivate dal nome Michele.